# Майерс, Норман
Норман Майерс (Norman Myers, 24 августа 1934, Йоркшир, Англия — 20 октября 2019
) — британский эколог, эксперт с опытом работы в более чем 50 странах. Ассоциированный фелло Green Templeton College, Oxford, посол WWF Великобритании, иностранный член НАН США (1994).
Лауреат премии Голубая планета (2001), Sasakawa Environment Prize ЮНЕП (1995), Volvo Environment Prize (1992). В 2007 году журнал «Тайм» назвал его Global Hero of the Environment.

## Биография
Окончил Оксфордский университет со степенями бакалавра (1958) и магистра (1963). Степень доктора философии Ph.D. получил в 1973 году в Калифорнийском университете в Беркли.
В 1958—1965 годах работал в Кении, последние четыре года — преподавателем вуза.
В 1966-69 годах фрилансер — журналист, фотограф, лектор и пр. — занимавшийся дикой природой в Африке.
В 1970-71 гг. докторант в Калифорнийском университете в Беркли.
С 1972 года занимается консультационными проектами для исследовательских организаций и агентств развития, в ряду которых НАН США, World Resources Institute, Белый дом, Государственный департамент США, министерства обороны и энергетики США, Всемирный банк, агентства ООН, ОЭСР, МГЭИК, Европейская комиссия, Shell, McKinsey, фонды Рокфеллера и Макартуров.
В Африке он провёл всего 24 года, в основном в Кении и Гане.
Являлся приглашённым профессором в Гарварде, Корнелле, Стэнфорде, Йеле, университетах Калифорнии и Техаса, Мичиганском, Кентском, Оксфордском, Утрехтском, Токийском, Кейптаунском университетах, университете Дьюка.
Фелло Американской ассоциации содействия развитию науки и World Academy of Art and Science, Лондонских Линнеевского общества и Королевского общества искусств.
Был женат в 1965—1992 годах, развелись, две дочери, одна из которых — бегунья Mara Yamauchi.
Автор опубликованных 300 работ в научных журналах, в том числе в Science, Nature, Foreign Policy, Scientific American, BioScience, American Scientist, и 350 популяризаторских статей, а также 20 книг, последние переводились на 12 языков, а их продажи превышают 1 млн экземпляров.
Удостоен почётной докторской степени от Кентского университета (2003).

## Награды[11]
- 1983 — Золотая медаль WWF Int
- 1983 — Орден Золотого Ковчега Нидерландов
- 1987 — Special Achievement in International Environmental Protection, Sierra Club[англ.][12]
- 1987 — Отличие Society for Conservation Biology[англ.][13]
- 1988 — Global 500 Roll of Honour[англ.][14]
- 1992 — Премия Volvo за защиту окружающей среды
- 1992 — Орден Золотого Ковчега Нидерландов, рыцарь
- 1994 — Pew Fellows Program in Conservation and the Environment, Marine Fellow, Pew Charitable Trusts[англ.][3]
- 1995 — Sasakawa Environment Prize, Программа ООН по окружающей среде[15]
- 1998 — Именной лектор Хичкоков (Charles M. and Martha Hitchcock), Калифорнийский университет в Беркли
- 1998 — Орден Святых Михаила и Георгия, кавалер
- 2001 — Премия «Голубая планета»
- 2003 — The Elise and Walter A. Haas International Award[англ.], Калифорнийский университет в Беркли